# Почесні громадяни Первомайська Миколаївської області
Нижче наведений перелік осіб, яким присвоєно звання «Почесний громадянин міста Первомайська»:
| №  | Прізвище, ім'я, по-батькові         | Роки життя | Рід занять, звання та нагороди | Дата присвоєння |
| -- | ----------------------------------- | ---------- | --- | --------------- |
| 1  | Антонюк Андрій Данилович            | 1943—2013  | Народний художник України, лауреат Національної премії України ім. Т. Г. Шевченка. | 16 вересня 2006 |
| 2  | Бельський Тихін Володимирович       | 1913—2000  | учасник визволення міста, генерал-майор, колишній начальник штабу 13-ї гвардійської стрілецької дивізії. | 6 травня 1980   |
| 3  | Бобина Валерій Іванович             | 1940       | пенсіонер, колишній голова Первомайського міськвиконкому. | 12 вересня 2016 |
| 4  | Богатирьова Тамара Іванівна         | 1949 —2019 | пенсіонерка, депутатка Первомайської міської ради трьох скликань. | 21 вересня 2019 |
| 5  | Брендуля Микола Федорович           | 1941—2013  | педагог і науковець, перший директор і професор Первомайського політехнічного технікуму, коледжу, а згодом інституту Національного університету кораблебудування імені адмірала Макарова.                          | 12 вересня 2016 |
| 6  | Васильєв Дмитро Миколайович         | 1978—2022  | військовик, учасник російсько-української війни, Герой України. | 29 серпня 2024  |
| 7  | Вінграновський Микола Степанович    | 1936—2004  | поет, письменник, актор, режисер і сценарист, лауреат Національної премії України ім. Т. Г. Шевченка. |                 |
| 8  | Волков Михайло Іванович             | 1927—2021  | пенсіонер, колишній голова Первомайського міськвиконкому. |                 |
| 9  | Гапонов Володимир Борисович         | 1964—2002  | капітан міліції, працівник Первомайського РВ УМВС. | 2018            |
| 10 | Головчанський Всеволод Ілларіонович | 1946—2005  | виробничник і господарник, колишній голова Первомайського міськвиконкому, згодом — перший міський голова Первомайська.                                                                                             | 12 вересня 2016 |
| 11 | Горбенко Анатолій Степанович        | 1940—2007  | правник і громадський діяч, колишній голова Первомайського міського суду. | 29 серпня 2017  |
| 12 | Григор'єва Ганна Іванівна           |            | учасниця визволення міста, колишня радистка штабу 13-ї гвардійської стрілецької дивізії. |                 |
| 13 | Гуцаленко Микола Віталійович        | 1991—2017  | захисник України, командир взводу, молодший лейтенант | 2018            |
| 14 | Демченко Олег Михайлович            | 1962       | колишній начальник Первомайського МВ УМВС, генерал-майор міліції | 2018            |
| 15 | Дирдін Євген Михайлович             | 1950       | виробничник, генеральний директор ПрАТ «Санта-Україна», заслужений працівник промисловості України. | 16 вересня 2015 |
| 16 | Дмитрієвська Вероніка Сергіївна     | 1923—2005  | учасниця визволення міста, колишня начальник радіостанції 7-ї окремої гвардійської роти зв'язку 8-ї гвардійської Первомайської повітряно–десантної дивізії.                                                        |                 |
| 17 | Довгий Роман Сергійович             | 1991—2017  | захисник України, солдат 10-ї окремої гірсько-штурмової бригади | 2018            |
| 18 | Єребакан Дмитро Дмитрович           | 1946       | художник, засновник і перший директор Первомайської дитячої художньої школи. | 26 серпня 2021  |
| 19 | Інжеватов Михайло Прокопович        | 1919—2000  | учасник визволення міста, колишній стрілець комендантського взводу штабу 8-ї гвардійської Первомайської повітряно–десантної дивізії.                                                                               |                 |
| 20 | Капацина Василь Миколайович         | 1956       | меценат, колишній начальник Миколаївського морського торговельного порту заслужений працівник транспорту України.                                                                                                  | 16 вересня 2006 |
| 21 | Коцуба Володимир Васильович         | 1924—2013  | музикант і музичний педагог, лауреат премії імені М. Аркаса. |                 |
| 22 | Кривий Денис Олександрович          | 1988—2023  | фотохудожник, військовик, учасник російсько-української війни. | 29 серпня 2024  |
| 23 | Кривицький Леонід Григорович        | 1939—2010  | тренер з футболу, заслужений працівник фізичної культури і спорту України, заслужений тренер України. | 16 вересня 2006 |
| 24 | Кузьменко Микола Якович             | 1938       | пенсіонер, колишній директор Первомайського райагробуду. | 29 серпня 2017  |
| 25 | Кукуруза В'ячеслав Миколайович      | 1938—1996  | будівельник і педагог, громадський діяч, депутат Первомайської міської ради трьох скликань і Миколаївської обласної ради.                                                                                          | 29 серпня 2017  |
| 26 | Кульова-Школьник Євдокія Семенівна  | 1917—2012  | учасниця визволення міста, колишній лікар 5-го окремого гвардійського медико-санітарного батальйону 8-ї гвардійської Первомайської повітряно-десантної дивізії.                                                    |                 |
| 27 | Кушніренко Леонід Афанасійович      | 1953—2019  | лікар-травматолог, завідувач хірургічним відділенням № 2 Первомайської ПЦМБЛ | 2018            |
| 28 | Мальчук Віталій Савович             | 1929—2002  | протоієрей, настоятель храму Покрови Пресвятої Богородиці. | 2018            |
| 29 | Медведєв Федір Миколайович          | 1905—?     | виробничник, колишній директор Первомайських машинобудівних заводів імені 25 Жовтня та «Фрегат». | 14 вересня 2012 |
| 30 | Могурян Іван Валентинович           | 1947—2018  | організатор і виробничник, працював на різних керівних посадах на підприєвствах і в установах міста. |                 |
| 31 | Мосякін Василь Олександрович        | 1963—2019  | депутат Первомайської міської ради чотирьох скликань. |                 |
| 32 | Мочалов Валентин Йосипович          | 1924—?     | учасник визволення міста, колишній командир радіовзводу штабної роти 195-го окремого гвардійського батальйону зв'язку 8-ї гвардійської Первомайської повітряно-десантної дивізії, полковник.                       |                 |
| 33 | Осипов Валентин Маркович            | 1922—2007  | почесний голова Первомайської міської організації ветеранів війни і праці, генерал-майор. | 16 вересня 2006 |
| 34 | Перепелиця Георгій Григорович       | 1939       | пенсіонер, колишній завідувач хірургічним відділенням Первомайської ЦМЛ | 2018            |
| 35 | Плохута Валерій Євгенович           | 1949—2018  | колишній заступник голови міськвиконкому Первомайської міської ради, перший заступник міського голови м. Первомайська, колишній директор Первомайської ДЮСШ.                                                       |                 |
| 36 | Подолинний Федір Григорович         | 1910—1992  | учасник визволення міста, колишній начальник інженерних військ 5-ї гвардійської армії, генерал-майор. |                 |
| 37 | Поярков Петро Спиридонович          | 1931—2021  | пенсіонер, колишній директор АТП-14665, заслужений працівник транспорту УРСР. | 16 вересня 2015 |
| 38 | Різників Олексій Сергійович         | 1937       | український письменник, мовознавець, просвітянин, громадський діяч. Повний кавалер ордену «За заслуги», лауреат літературних премій.                                                                               | 31 серпня 2023  |
| 39 | Самчук Іван Оникійович              | 1912—1988  | учасник визволення міста, колишній начальник штабу 32-го гвардійського стрілецького корпусу, гвардії полковник. | 1973            |
| 40 | Слободянюк Роман Олександрович      | 1990—2014  | захисник України, розвідник 3-го окремого полку спеціального призначення, старший солдат. | 16 вересня 2015 |
| 41 | Соловйов Віктор Дмитрович           | ?—2016     | керівник самодіяльного циркового колективу «Посмішка», заслужений працівник культури України. | 12 вересня 2016 |
| 42 | Сотський Віктор Васильович          | 1944—2000  | колишній начальник Первомайського МВ УМВС України, полковник міліції. | 29 серпня 2017  |
| 43 | Тищук Микола Іванович               | 1942       | пенсіонер, колишній виробничник і управлінець, обирався депутатом Первомайської міської та Миколаївської обласної рад.                                                                                             | 21 вересня 2019 |
| 44 | Ткачук Валентин Якович              | 1938       | пенсіонер, колишній 1-й секретар Первомайського МК КПУ | 2018            |
| 45 | Толубко Володимир Борисович         | 1948       | колишній командир 46-ї ракетної Нижньодніпровської дивізії, генерал-полковник. | 16 вересня 2006 |
| 46 | Тофан Віктор Васильович             | 1939—2013  | тренер з велоспорту, заслужений працівник фізичної культури УРСР, заслужений тренер України. |                 |
| 47 | Уланов Борис Петрович               | 1925—?     | учасник визволення міста, колишній командир міномета батареї 122-мм мінометів 22-го гвардійського повітряно-десантного полку 8-ї гвардійської Первомайської повітряно-десантної дивізії, гвардії старший сержант.  |                 |
| 48 | Ушкарьова Тетяна Валентинівна       | 1946       | депутат Первомайської міської ради п'яти скликань | 26 серпня 2021  |
| 49 | Федоров Леонід Григорович           | 1941—1996  | виробничник, колишній директор Первомайського машинобудівного заводу «Фрегат», депутат Верховної Ради УРСР. | 18 вересня 2010 |
| 50 | Хабаров Михайло Васильович          | 1914—?     | учасник визволення міста, колишній командир 7-го окремого винищувального протитанкового дивізіону 8-ї гвардійської Первомайської повітряно-десантної дивізії, гвардії капітан.                                     |                 |
| 51 | Чернецький Андрій Савович           | 1919—1990  | учасник Другої світової війни, колишній директор Первомайської швейної фабрики. | 2018            |
| 52 | Чобану Микола Іванович              | 1994       | військовик, учасник російсько-української війни, Герой України. | 29 серпня 2024  |
| 53 | Шингарьов Сергій Ісидорович         | 1920—?     | учасник визволення міста, колишній помічник начальника штабу з розвідки 27-го гвардійського повітряно-десантного стрілецького полку 8-ї гвардійської Первомайської повітряно-десантної дивізії, гвардії полковник. | травень 1980    |
| 54 | Юдін Михайло Айзікович              | 1949       | промисловець, голова правління — генеральний директор ТДВ «Первомайськдизельмаш», заслужений машинобудівник України.                                                                                               | 16 вересня 2015 |
| 55 | Янович Вадим Миколайович            | 1979—2014  | захисник України, командир відділення 79-ї окремої аеромобільної бригади, солдат. | 16 вересня 2015 |